# Les Sœurs (film, 2001)
Pour les articles homonymes, voir Les Sœurs (homonymie).
Pour plus de détails, voir Fiche technique et Distribution.
Les Sœurs (Сёстры, Syostry) est un film russe réalisé par Sergueï Sergueïevitch Bodrov, sorti en 2001,.

## Synopsis
Sveta et Dina sont deux sœurs qui vivent avec leur mère Natalia à Saint-Pétersbourg. Sveta est une adolescente indépendante et irrévérencieuse tandis que Dina est une enfant plus proche de sa mère. Un jour, les deux sœurs sont emmènées par Natalia accueillir leur beau-père, Alik, à sa sortie de prison. Alors que Dina demande à sa mère ce qu'est au juste une prison, Sveta garde ses distances avec Alik car elle le considère comme un truand criminel qui aurait dû rester en prison plus longtemps s'il n'avait acheté sa libération grâce à des pots-de-vin. En effet, dès qu'Alik sort de prison, il est abordé par des mafiosi qui lui réclament un million de roubles. Alik répond qu'ils ne dispose pas de ce butin car il est aux mains de la police. Dans les jours suivants, les mafiosi se montrent de plus en plus insistants et menaçants, tant et si bien qu'Alik et Natalia décident de mettre Dina et Sveta à l'abri dans une maison isolée de peur que les deux filles ne se fassent ravir par les mafieux. Mais ces derniers trouvent un moyen de retrouver leurs traces et Sveta décide de prendre les devants et de fuir avec Dina pour ne pas tomber entre leurs mains...

## Fiche technique
- Titre français : Les Sœurs[3]
- Titre original : Сёстры, Syostry
- Réalisation : Sergueï Sergueïevitch Bodrov
- Scénario : Sergueï Sergueïevitch Bodrov, Sergueï Vladimirovitch Bodrov, Goulchad Omarova
- Photographie : Valeri Martynov
- Musique : Bi-2, Sviatoslav Kourachov
- Décors : Vladimir Kartachov, Natalia Zamakhina
- Montage : Natalia Koutcherenko
- Sociétés de production : CTB, Telekanal Rossiya
- Pays de production :  Russie
- Langue de tournage : russe
- Format : Couleur - 1,85:1 - Son Dolby Digital
- Durée : 83 minutes
- Genre : Thriller, drame et film de gangsters
- Dates de sortie :
  - Russie : 10 mai 2001
  - Italie : 7 septembre 2001 (Mostra de Venise 2001)

## Distribution
- Oksana Akinchina : Sveta
- Ekaterina Gorina (ru) : Dina
- Roman Ageïev (ru) : Alik
- Tatiana Kolganova (ru) : Natalia Mourtazeva, la mère des deux sœurs
- Dmitri Orlov (ru) : Aleksandr Pavlovitch